# Dombergbahn
Die Dombergbahn ist ein Schrägaufzug, der in Freising auf den Domberg führt.
Auf dem Domberg befinden sich mit dem Freisinger Dom und dem Diözesanmuseum Freising zwei der meistbesuchten touristischen Ziele der Stadt. Der Zugang auf den Domberg ist über vergleichsweise steile und enge Straßen von der Nordseite her möglich. Diese sind nur eingeschränkt barrierefrei. Im Zuge der Neugestaltung des Dombergareals und speziell zur Bayerischen Landesausstellung 2024 wurde entschieden, einen Schrägaufzug zu errichten. Nach zehn Monaten Bauzeit wurde die Bahn am 3. Mai 2024 im Beisein von Generalvikar Christoph Klingan und Oberbürgermeister Tobias Eschenbacher eingeweiht. Die Baukosten von 5,8 Millionen Euro wurden vom Erzbistum München und Freising getragen, die Betriebskosten von rund 100.000 Euro pro Jahr werden hingegen von den Stadtwerken Freising übernommen. Für die Fahrgäste ist die Fahrt kostenlos.
Die Talstation befindet sich an der Bahnhofstraße etwa auf Höhe des ehemaligen Münchner Tores. Die Talstation wurde aus rot eingefärbtem Beton errichtet, um sich farblich an die vorhandene Stützmauer anzupassen. Die Technik für die Bahn befindet sich in zwei Untergeschossen unter der Talstation. Die Bergstation liegt 22 m höher, südlich des Museums und besteht aus einem Portalrahmen aus grauem Beton. Die Bahn fährt auf zwei Schienen mit einer Spurweite von 1000 mm. Die Kabine ist auf allen Seiten verglast. An der Talstation erfolgt der Zustieg seitlich, an der Bergstation stirnseitig.

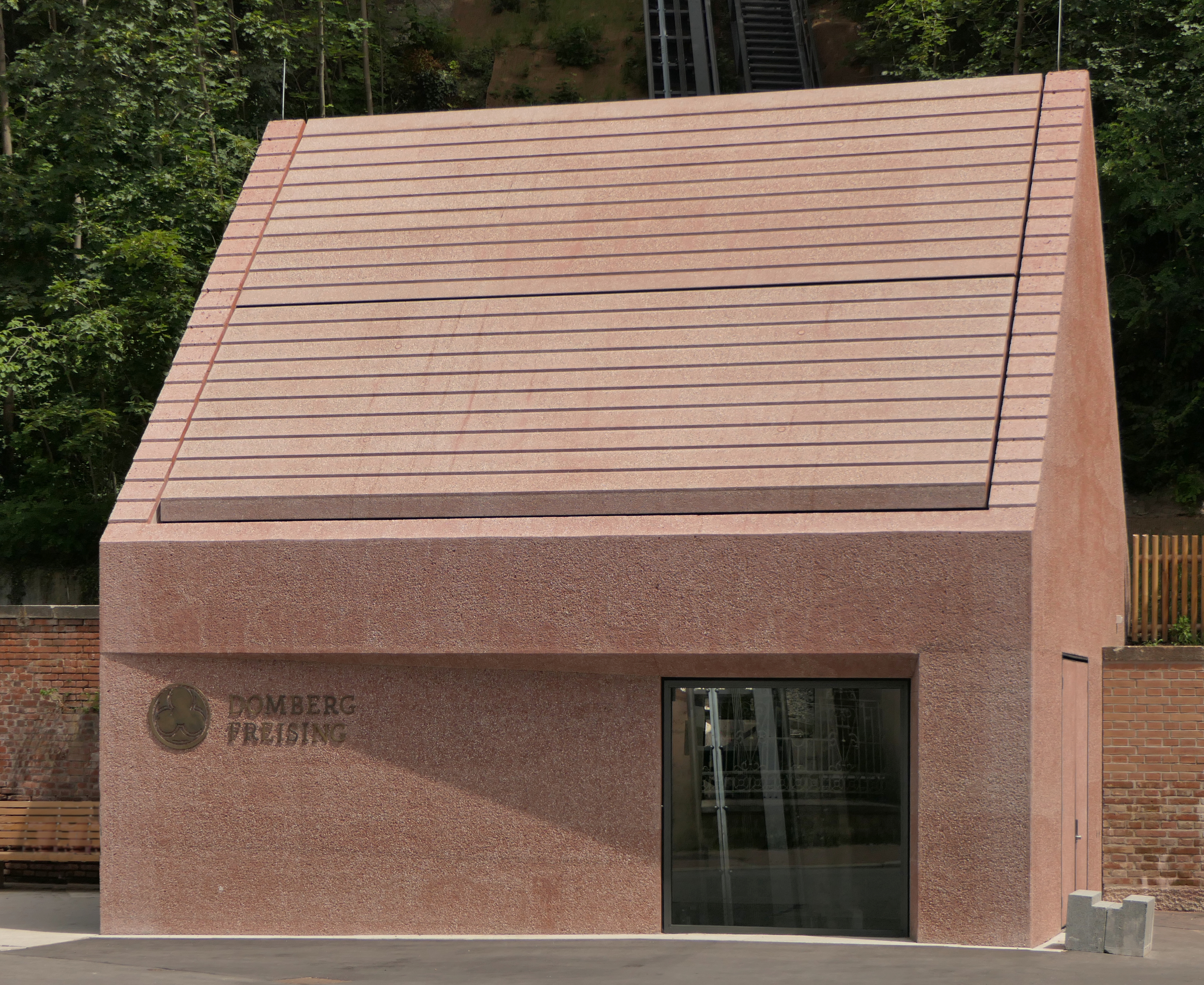
Talstation
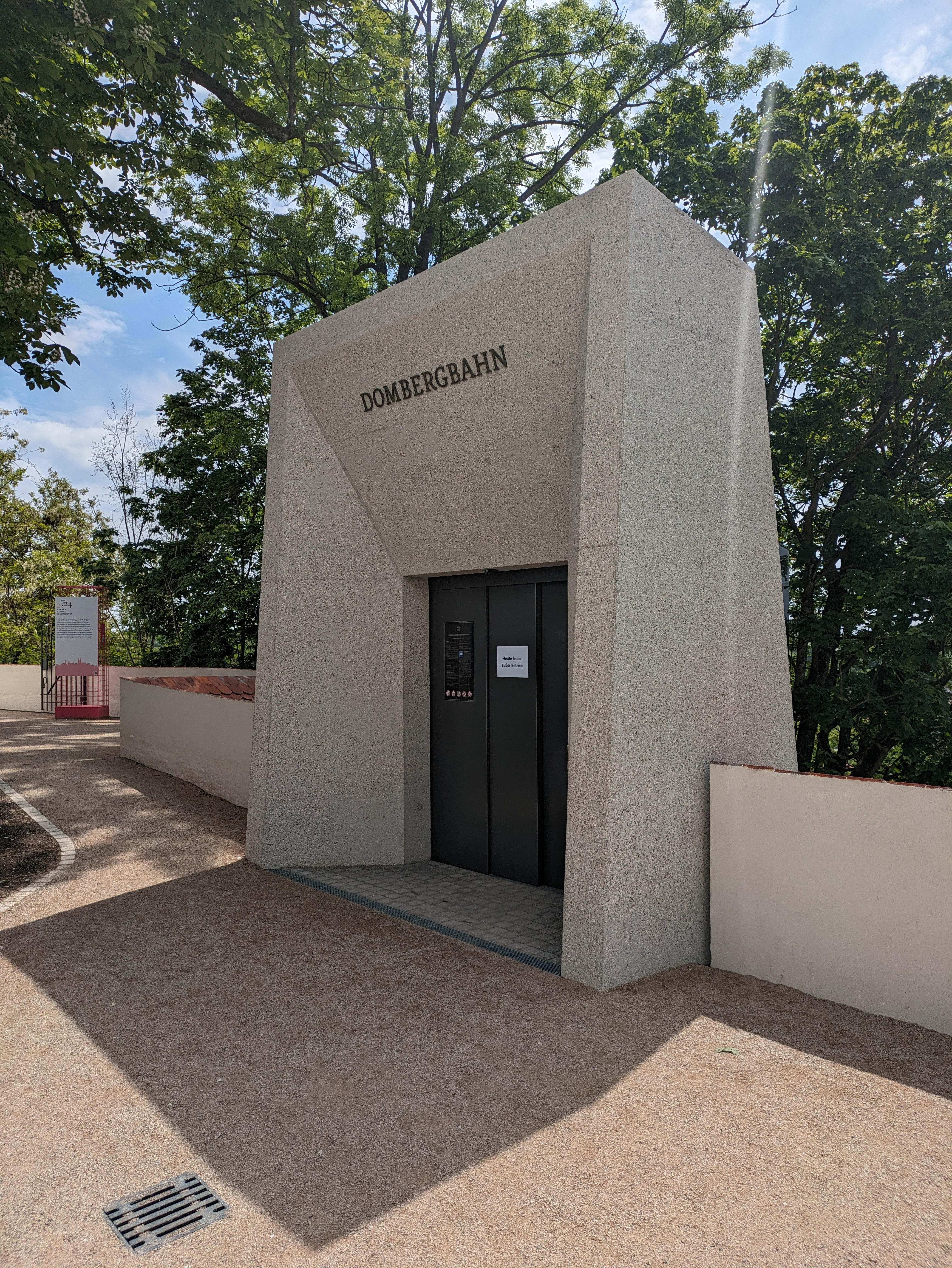
Bergstation
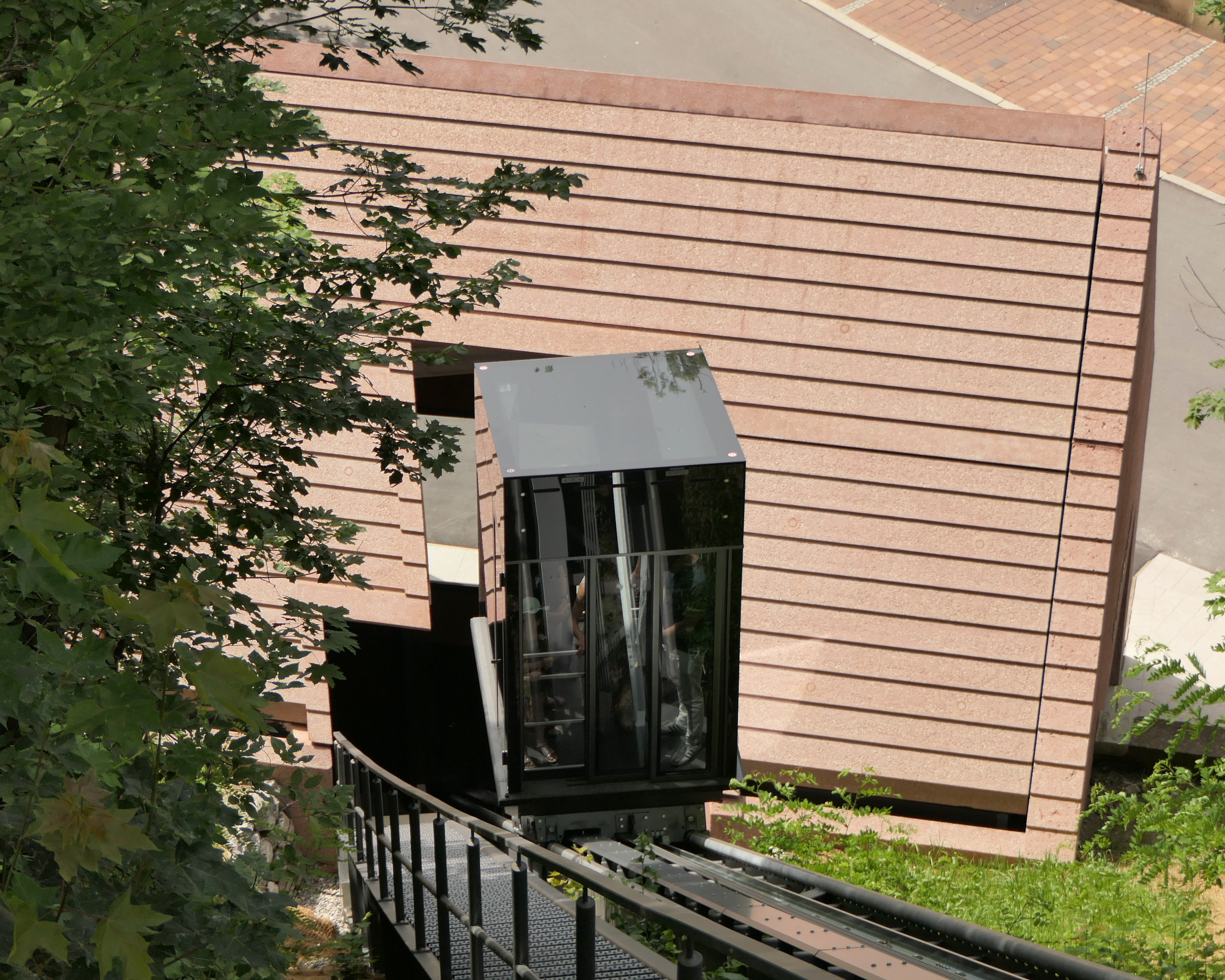
Kabine bei der Fahrt